# I'd Like to Teach the World to Sing (In Perfect Harmony)
"I'd Like to Teach the World to Sing (In Perfect Harmony)" is een nummer geschreven door Roger Cook en Roger Greenaway onder de titel "True Love and Apple Pie". Samen met Bill Backer en Billy Davis werd het herschreven als jingle voor een commercial van The Coca-Cola Company als "Buy the World a Coke". Vanwege het succes van de commercial werd een volledige versie opgenomen door een aantal artiesten, waarvan de versie van de Britse band The New Seekers de bekendste werd.

## Achtergrond

### Oorsprong
"I'd Like to Teach the World to Sing (In Perfect Harmony)" werd bedacht door Bill Backer, een medewerker van McCann Erickson, het bedrijf dat voor de commercials van The Coca-Cola Company verantwoordelijk was. Samen met songwriters Roger Cook en Billy Davis moest hij onverwacht op het Shannon Airport overnachten. Na een zware nacht, waarin veel mensen met een kort lontje te maken kregen, zagen de mannen hoe hun medereizigers 's ochtends vroeg Coca-Cola dronken en met elkaar praatten. Backer schreef vervolgens de tekstregel "I'd like to buy the world a Coke" op een zakdoek, die hij aan Cook en zijn medeschrijver Roger Greenaway gaf.
De melodie van "I'd Like to Teach the World to Sing (In Perfect Harmony)" is afkomstig van het lied "True Love and Apple Pie", dat Cook en Greenaway in 1971 door Susan Shirley lieten opnemen. Cook, Greenaway, Backer en Davis schreven op deze melodie een jingle voor Coca-Cola, dat door de Britse groep The New Seekers werd opgenomen. De jingle was in februari 1971 voor het eerst op de radio te horen, voordat een aangepaste versie later dat jaar in de televisiecommercial "Hilltop" van Coca-Cola werd gebruikt. In deze versie werd de regel "I'd like to buy the world a Coke" vaak gebruikt, terwijl in de achtergrond de zin "It's the real thing", de toenmalige slogan van Coca-Cola, herhaaldelijk te horen was.

### Volledige versie
De commercial van Coca-Cola werd dusdanig populair dat de schrijvers van "I'd Like to Teach the World to Sing (In Perfect Harmony)" drie extra coupletten toevoegden en de verwijzingen naar het product weglieten, zodat een volledige versie als commerciële single kon worden uitgebracht. The New Seekers hadden in eerste instantie geen tijd om deze versie op te nemen, dus werd een groep studiomuzikanten ingeschakeld om het uit te brengen. Deze groep noemde zichzelf The Hillside Singers als verwijzing naar de "Hilltop"-commercial. Hun versie behaalde de dertiende plaats in de Amerikaanse Billboard Hot 100 en kwam ook in Australië en Canada in de hitlijsten. In Nederland kwam het niet verder dan de derde plaats in de Tipparade.
Enige tijd later konden The New Seekers "I'd Like to Teach the World to Sing (In Perfect Harmony)" alsnog opnemen en uitbrengen. Deze single groeide uit tot de succesvolste versie. Het werd een nummer 1-hit in de Britse UK Singles Chart en kwam tot de zevende plaats in de Hot 100. Ook in onder meer Ierland, Japan, Maleisië en Nieuw-Zeeland kwam het tot de hoogste positie in de hitlijsten, terwijl in Australië, Canada, Finland, IJsland, Noorwegen, Singapore en Zweden de top 10 werd gehaald. In Nederland piekte de single op plaats 28 in de Top 40.

### Later gebruik
De "Hilltop"-commercial werd later gezien als een van de meest invloedrijke advertentiecampagnes ooit. Als gevolg hiervan werd "I'd Like to Teach the World to Sing (In Perfect Harmony)" nog enkele malen gebruikt in reclamecampagnes voor Coca-Cola. In Nederland gebeurde dit in 2006, toen het door Berget Lewis en Leona Philippo werd gezongen. Hun versie behaalde de negende plaats in de Tipparade en kwam tevens tot plaats 53 in de Single Top 100.

## Hitnoteringen

### The New Seekers

#### Nederlandse Top 40
| Hitnotering: 05-02-1972 t/m 11-03-1972 | Hitnotering: 05-02-1972 t/m 11-03-1972 | Hitnotering: 05-02-1972 t/m 11-03-1972 | Hitnotering: 05-02-1972 t/m 11-03-1972 | Hitnotering: 05-02-1972 t/m 11-03-1972 | Hitnotering: 05-02-1972 t/m 11-03-1972 | Hitnotering: 05-02-1972 t/m 11-03-1972 | Hitnotering: 05-02-1972 t/m 11-03-1972 |
| Week                                   | 1                                      | 2                                      | 3                                      | 4                                      | 5                                      | 6                                      |                                        |
| -------------------------------------- | -------------------------------------- | -------------------------------------- | -------------------------------------- | -------------------------------------- | -------------------------------------- | -------------------------------------- | -------------------------------------- |
| Nummer                                 | 36                                     | 28                                     | 29                                     | 40                                     | 34                                     | 38                                     | uit                                    |

#### NPO Radio 2 Top 2000
| Nummer met noteringen in de NPO Radio 2 Top 2000         | '99  | '00  |
| -------------------------------------------------------- | ---- | ---- |
| I'd Like to Teach the World to Sing (In Perfect Harmony) | 1769 | 1888 |

1. ↑  Een vetgedrukt getal geeft de hoogste notering aan.
2. ↑  Deze tabel is bijgewerkt tot en met de laatste editie (2024).

### Berget Lewis feat. Leona

#### Single Top 100
| Hitnotering: 06-05-2006 t/m 10-06-2006 | Hitnotering: 06-05-2006 t/m 10-06-2006 | Hitnotering: 06-05-2006 t/m 10-06-2006 | Hitnotering: 06-05-2006 t/m 10-06-2006 | Hitnotering: 06-05-2006 t/m 10-06-2006 | Hitnotering: 06-05-2006 t/m 10-06-2006 | Hitnotering: 06-05-2006 t/m 10-06-2006 | Hitnotering: 06-05-2006 t/m 10-06-2006 |
| Week                                   | 1                                      | 2                                      | 3                                      | 4                                      | 5                                      | 6                                      |                                        |
| -------------------------------------- | -------------------------------------- | -------------------------------------- | -------------------------------------- | -------------------------------------- | -------------------------------------- | -------------------------------------- | -------------------------------------- |
| Nummer                                 | 81                                     | 59                                     | 61                                     | 53                                     | 68                                     | 93                                     | uit                                    |